# Municipio de Brown (condado de Darke)
El municipio de Brown (en inglés: Brown Township) es un municipio ubicado en el condado de Darke en el estado estadounidense de Ohio. En el año 2010 tenía una población de 2073 habitantes y una densidad poblacional de 26,98 personas por km².

## Geografía
El municipio de Brown se encuentra ubicado en las coordenadas 40°13′15″N 84°39′44″O / 40.22083, -84.66222. Según la Oficina del Censo de los Estados Unidos, el municipio tiene una superficie total de 76.83 km², de la cual 76,69 km² corresponden a tierra firme y (0,19 %) 0,14 km² es agua.

## Demografía
Según el censo de 2010, había 2073 personas residiendo en el municipio de Brown. La densidad de población era de 26,98 hab./km². De los 2073 habitantes, el municipio de Brown estaba compuesto por el 98,84 % blancos, el 0,1 % eran afroamericanos, el 0,14 % eran amerindios, el 0,14 % eran asiáticos, el 0,1 % eran de otras razas y el 0,68 % eran de una mezcla de razas. Del total de la población el 1,11 % eran hispanos o latinos de cualquier raza.